# Nikolai Iudénitx
Nikolai Nikolàievitx Iudénitx (en rus Hиколай Николаевич Юденич) (Moscou, 18 de juliol de 1862 - Saint-Laurent-du-Var, 5 d'octubre de 1933) fou un militar rus, un dels generals russos més cèlebres durant la Primera Guerra Mundial i, amb posterioritat, un dels líders de l'Exèrcit Blanc durant la Guerra Civil Russa (1918-1921). Es graduà al Col·legi Militar Aleksandrovski el 1881, i a l'Acadèmia de l'Estat Major el 1887. Cap de l'Estat major de l'exèrcit del Caucas durant la Gran Guerra, s'enfrontà amb èxit als turcs comandats per Enver Paşa.